# Taki Inoue
Takachiho Inoue (en japonés: 井上 隆智穂 Inoue Takachiho, Kōbe, Prefectura de Hyōgo, Japón; 5 de septiembre de 1963) más conocido como Taki Inoue, es un piloto de carreras japonés, que participó en 18 Grandes Premios de Fórmula 1 con la escuderías Simtek y Footwork en 1994 y 1995 respectivamente. Se trata del primer y único piloto en la historia de Fórmula 1 que fue atropellado dos veces por el auto de seguridad.

## Antes de Fórmula 1
Taki Inoue comenzó su carrera como piloto en las Series Fuji de Turismos en 1985, donde corrió durante dos años. Posteriormente, participaría en la Fórmula Ford 1600 (1987), en la Fórmula 3 (1988-1991) y en la Fórmula 3000 de Japón, nombre que recibió la Fórmula Nippon hasta el año 1995.

## Fórmula 1

### Simtek
Después de que Roland Ratzenberger, piloto de la escudeía Simtek, perdiese la vida tras un grave accidente en el Gran Premio de San Marino de 1994, el equipo británico probó a varios pilotos para ocupar el puesto de 2º piloto junto a David Brabham. Uno de esos pilotos fue Inoue, que participó en el Gran Premio de Japón celebrado en el circuito de Suzuka después de que su patrocinador principal aportara 2 millones de dólares. Su participación, sin embargo, no fue muy destacada, ya que se clasificó para la carrera en el 26º y último lugar y abandonó tras sufrir un accidente cuando sólo habían transcurrido 3 vueltas de carrera.

### Footwork

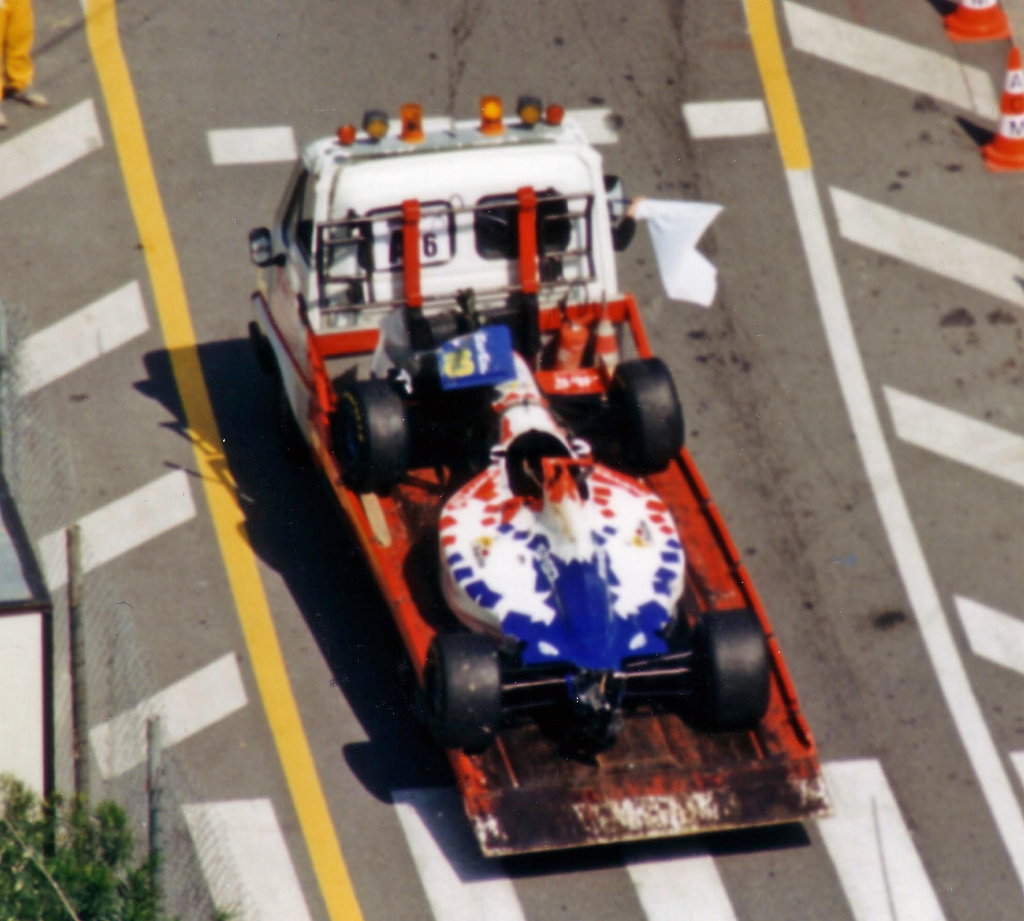
Inoue después de un accidente en el Gran Premio de Mónaco de 1995.

Taki Inoue se marcó como objetivo conseguir un volante en algún equipo para participar en el Campeonato del Mundo del año 1995. Para ello, su principal patrocinador, Japan Tabacco, financió su llegada a la escudería Footwork Arrows con 19 millones de dólares, siendo compañero de equipo de los italianos Gianni Morbidelli y, posteriormente, de Max Papis. Sin embargo, su temporada estuvo llena de sobresaltos, como el atropello que sufrió por parte del coche médico en el Gran Premio de Hungría cuando trataba de extinguir el fuego de su monoplaza, o el golpe que recibió de un auto de seguridad en las sesiones clasificatorias del Gran Premio de Mónaco después de romper los frenos y de que una grúa le remolcara en pista en vez de llevarse el vehículo. Tampoco le acompañaron los resultados, ya que su mejor lugar en las sesiones clasificatorias fue el 18º puesto (en cinco ocasiones) y tan sólo consiguió finalizar 5 de las 17 pruebas del campeonato, consiguiendo su mejor resultado en el Gran Premio de Italia al finalizar en 8.ª posición. Finalizó la temporada sin ningún punto en su haber, mientras que su compañero de equipo, Gianni Morbidelli, consiguió 5 puntos. Footwork no le garantizaba participar en todos los grandes premios de 1996 y decidió abandonar la escudería británica.

### Pruebas en Minardi F1 Team
Tras abandonar Footwork, Inoue realizó unas pruebas para la escudería británica Tyrrell sin resultados positivos, por lo que su patrocinador le consiguió un puesto en Minardi. Sin embargo, cuando faltaban dos semanas para el inicio de la temporada, la compañía Japan Tabacco tuvo problemas a la hora de aportar el dinero a Minardi, por lo que el equipo italiano decidió contratar al talentoso Giancarlo Fisichella, quedándose este sin volante.

### PostFórmula 1
Tras su fallida experiencia en la F1, Inoue se dedicó a participar en las carreras de sport de su país, compitiendo en las categorías de Sport Prototipo y GT.

## Resultados

### Fórmula 3000 Internacional
| Año  | Escudería         | 1      | 2       | 3      | 4      | 5      | 6      | 7     | 8       | Pos. | Puntos |
| ---- | ----------------- | ------ | ------- | ------ | ------ | ------ | ------ | ----- | ------- | ---- | ------ |
| 1994 | Super Nova Racing | SIL 15 | PAU Ret | CAT 13 | PER 13 | HOC 12 | SPA 14 | EST 9 | MAG Ret | NC   | 0      |

### Fórmula 1
(Clave) (negrita indica pole position) (cursiva indica vuelta rápida)

| Año  | Escudería       | 1       | 2       | 3       | 4       | 5       | 6     | 7       | 8       | 9       | 10      | 11     | 12    | 13     | 14      | 15      | 16     | 17      | Pos. | Puntos |
| ---- | --------------- | ------- | ------- | ------- | ------- | ------- | ----- | ------- | ------- | ------- | ------- | ------ | ----- | ------ | ------- | ------- | ------ | ------- | ---- | ------ |
| 1994 | MTV Simtek Ford | BRA     | PAC     | SMR     | MON     | ESP     | CAN   | FRA     | GBR     | GER     | HUN     | BEL    | ITA   | POR    | EUR     | JPN Ret | AUS    |         | 38.º | 0      |
| 1995 | Footwork Hart   | BRA Ret | ARG Ret | SMR Ret | ESP Ret | MON Ret | CAN 9 | FRA Ret | GBR Ret | GER Ret | HUN Ret | BEL 12 | ITA 8 | POR 15 | EUR Ret | PAC Ret | JPN 12 | AUS Ret | 19º  | 0      |